# Vague de chaleur océanique

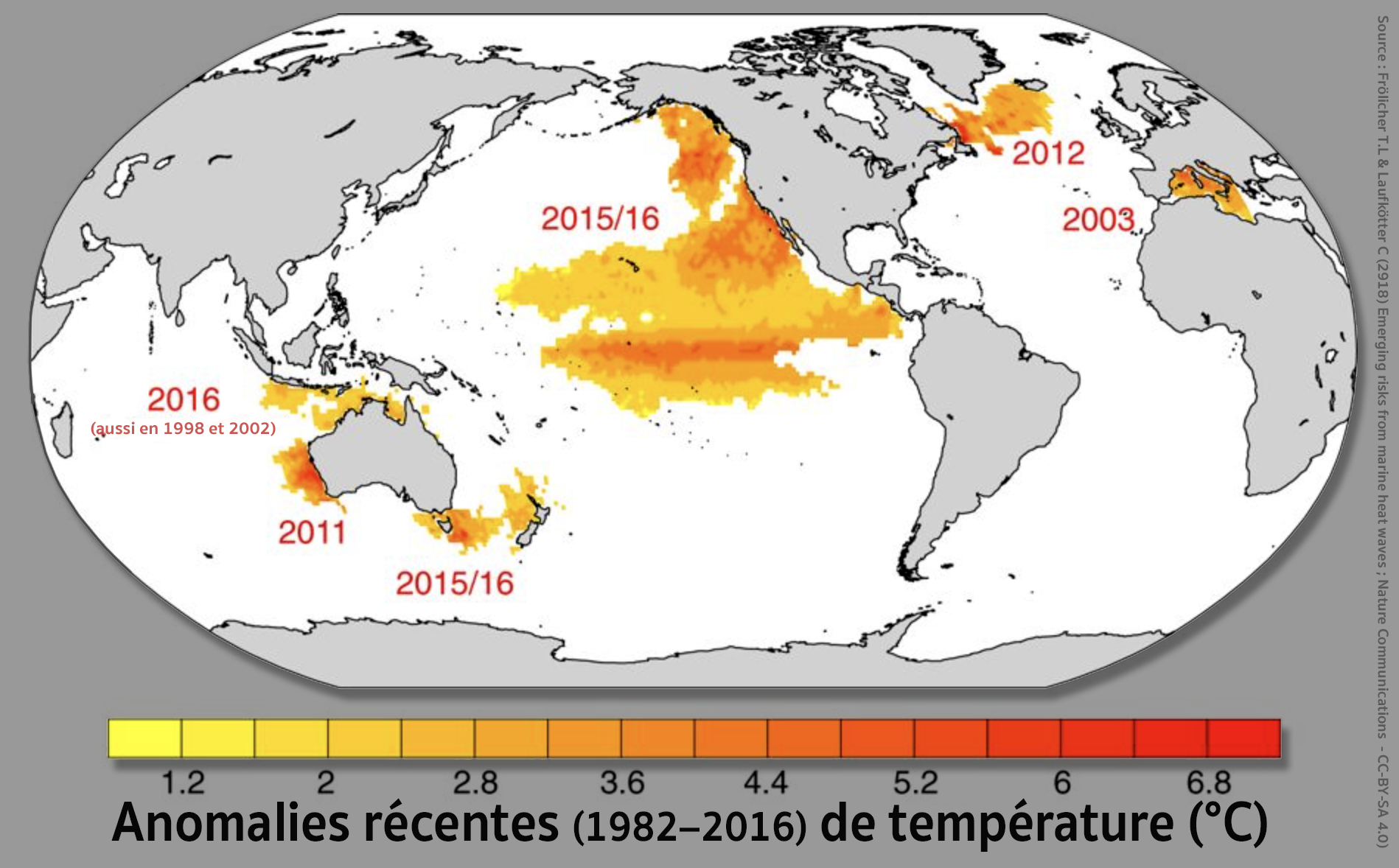
Principales vagues de chaleur marines récentes (documentées et analysées dans la littérature). En rouge : année(s) de l'événement.

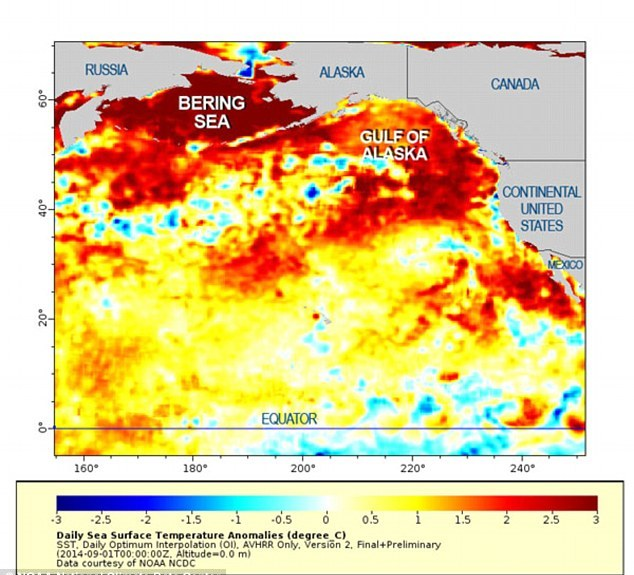
Trois « blobs » (bulles de chaleur marines) survenues conjointement sur les côtes américaines entre l'Alaska et le Mexique ici représentés tels que mesurés le 1 septembre 2014, particulièrement intense en mer de Béring dans une zone d'importance halieutique majeure

Une vague de chaleur océanique, aussi appelée vague de chaleur marine ou canicule marine (parfois désignée par le mot blob par les anglophones, qui utilisent aussi l'acronyme MHW pour Marine Heat Waves), est un épisode inhabituel de réchauffement des températures de surface de la mer et des couches superficielles de vastes zones marines.
Comme son équivalent terrestre, une vague de chaleur océanique perdure de quelques jours à plusieurs mois et peut concerner des milliers de kilomètres carrés. Cependant, ses processus de formation, de persistance et de disparition, ainsi que ses conséquences, sont très différents, notamment en termes d'inertie thermique et d'effets écologiques. Ils sont également mal compris mais on pense que des températures océaniques de surface extrêmes peuvent résulter d'un forçage océanique à grande et petite échelle, d'un forçage atmosphérique ou d'une synergie ou combinaison de ces deux causes a priori en lien avec El Niño et/ou El Niña – le principal mécanisme en cause pouvant en outre varier selon la zone océanique et la saison concernées.
Toutes les études récemment faites sur ce phénomène dont celles publiées par la revue Science en 2004, puis par la revue Nature en août 2018 concluent que ces vagues de chaleur océaniques vont se montrer « plus fréquentes et plus extrêmes au fur et à mesure que le climat se réchauffera » et qu'elles risquent de perturber les réseaux trophiques marins, au point de remodeler la biodiversité marine dans toutes les mers du monde.
En juillet 2019, une vague de chaleur record a concerné la France et a engendré ce phénomène de canicule océanique. Ainsi, le 8 juillet 2019, la température de la mer Méditerranée occidentale a atteint un niveau jamais aussi précocement atteint, avec par endroits plus de 30 °C. Le littoral du Sud de la France n'avait jusqu'alors jamais enregistré une mer aussi chaude si tôt dans la saison.
À la même période, la façade atlantique de la France a aussi enregistré une température de l'eau supérieure de plus de 2 °C à la normale.

## Le phénomène

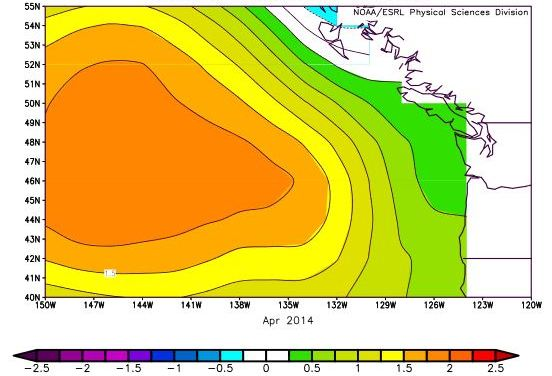
Une vague de chaleur marine est un réchauffement extrême et anormal d'une ou plusieurs parties des eaux de surface de l'océan mondial, par exemple ici constaté en avril 2014 par la NOAA aux États-Unis

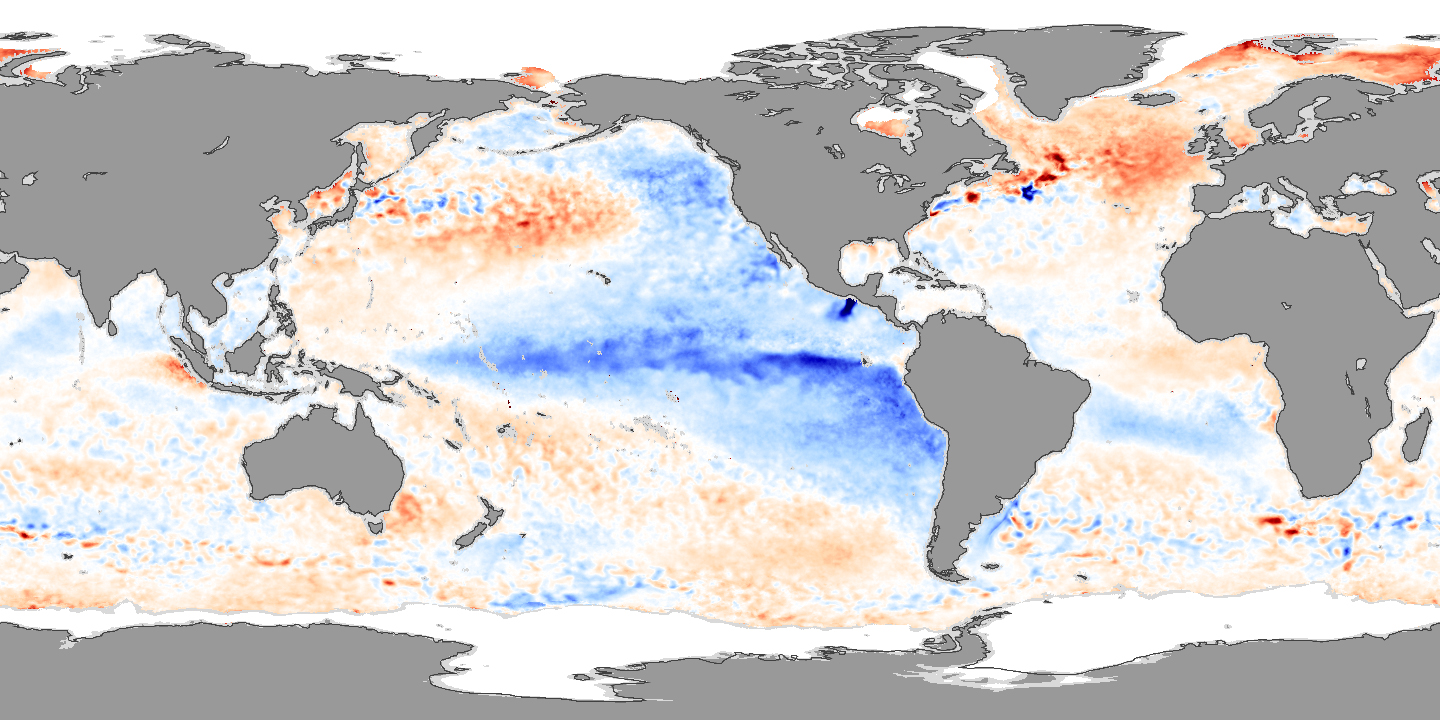
El Niño et la Niña (ici illustrée) jouent un rôle dans l'intensité, la localisation et la temporalité des vagues de chaleur marines. Cette carte montre les anomalies de température pour novembre 2007 pour la couche d'un millimètre d'épaisseur qui constitue la surface de l'océan, par rapport à la moyenne à long terme. Dans le Pacifique tropical oriental durant la Niña ces températures chutent sous la moyenne alors que dans le Pacifique tropical occidental elles grimpent au dessus de la moyenne. Une bande d'eau bleue (froide) apparaît à l'équateur, particulièrement intense près de l'Amérique du Sud

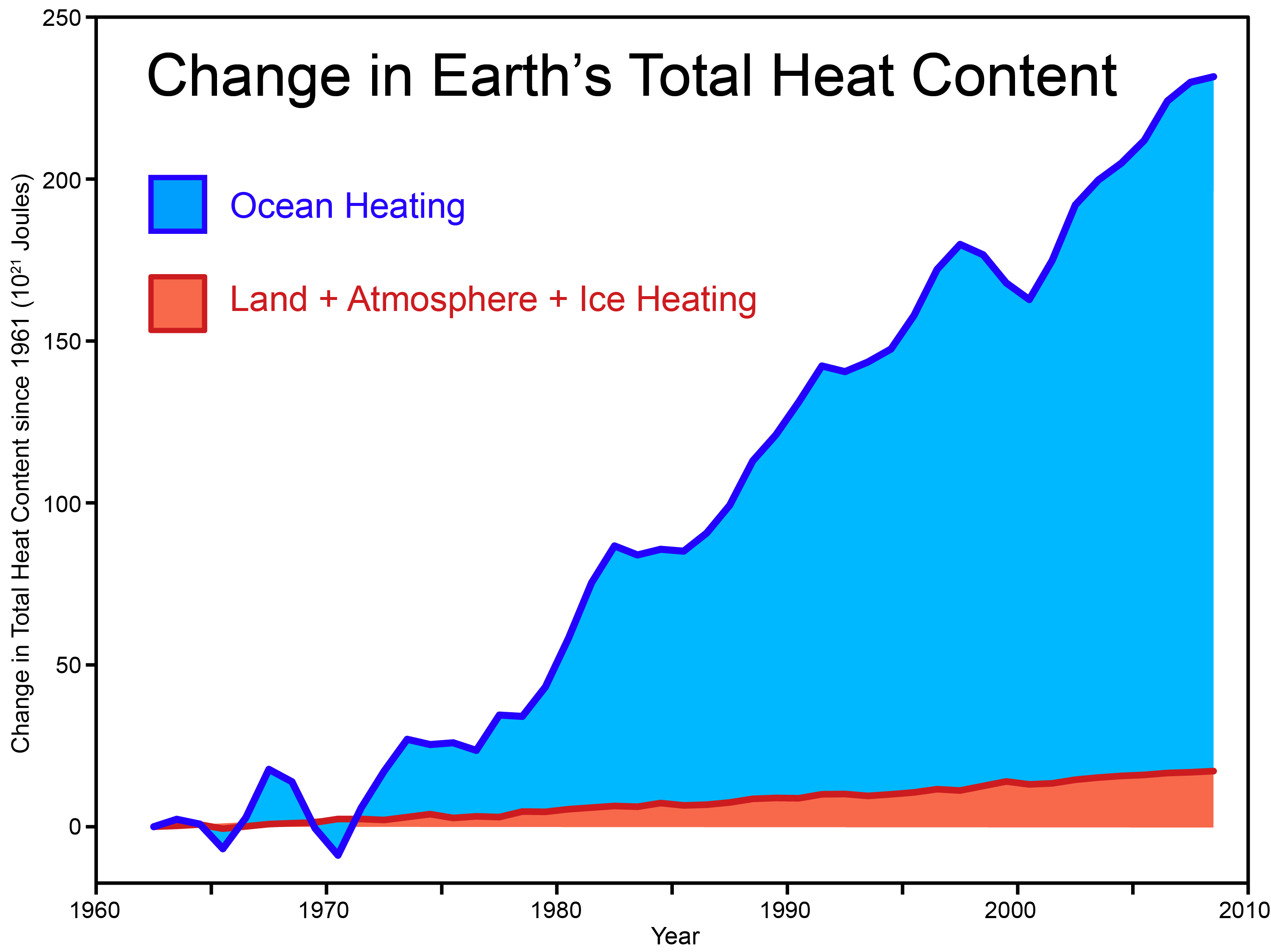
Graphique montrant que la plupart des calories du forçage climatique sont absorbées par l'océan, bien plus que la totalité de celles absorbées par les terres émergées, les glaces et l'atmosphère

Autre graphique, montrant que les couches supérieures de l'océan sont les plus touchées par le réchauffement. Bleu pâle : océan de 0 à -700 m. Bleu foncé : grands fonds marins (plus de 700 m), orange : terres émergées, glaces et atmosphère

Le réchauffement des océans n'est pas uniforme dans son volume d'eau ni dans le temps, il est modéré, modulé ou exacerbé par les courants marins et les turbulences induites par les marées et par le vent, et modifié par la température des basses couches de l'atmosphère ; tout comme pour le pH, le taux d'oxygène ou la salinité, la température peut très fortement varier sur des distances centimétriques et dans des délais très courts (en quelques minutes parfois),,.
Selon Thomas Frölicher (climatologue à l'Université de Berne en Suisse) « les vagues de chaleur marines sont déjà devenues plus durables, fréquentes, intenses et étendues que par le passé », et bien au-delà de ce qui correspondrait aux fluctuations dues à la variabilité naturelle de ces températures, (selon les travaux publiés en 2018 publiée en aout 2018 ; seules 23 % d'entre elles pourraient être « naturelles » : 87 % des vagues de chaleur océaniques résultant du réchauffement climatique sont anthropiques, et les données satellitales de température de la surface de la mer collectées de 1982 à 2016 montrent que la fréquence de ces vagues de chaleur marines a doublé en près de 35 ans. Très localement l'eau peut encore être fortement réchauffée par le système de refroidissement de réacteurs de centrales nucléaires. De petites mers comme la Méditerranée ne sont pas épargnées.
L'un des premiers cas scientifiquement bien caractérisés est l'épisode de 2003 du nord-ouest de la mer Méditerranée, qui a été conjoint à la canicule européenne de 2003. Entre l'Espagne et l'Italie, les températures de surface de l'eau ont alors été de 3 à 5 °C plus élevées que la moyenne pour la période de référence 1982-2016. Il a causé des mortalités benthiques de masse.
Puis début 2011, un réchauffement d'intensité comparable a été observé au large de la côte ouest de l'Australie durant plus de 10 semaines, sur un autre point chaud de biodiversité,, qui a tué des poissons et blanchi des récifs coralliens tout en déclenchant une émigration de nombreux poissons tropicaux vers la zone antarctique (nombre de ces poissons y étant encore en 2013).
Ensuite le nord-est de l'océan Pacifique a connu un nouveau record historique de vague de chaleur marine (souvent dénommée « The Blob »), entre 2013 et 2015 avec des anomalies de température atteignant 6 °C au sud de la Californie.
Un autre record a été mesuré au large du Canada dans les eaux côtières du Nord-Ouest de l'Atlantique.
En 2015-2016, la mer de Tasman a subi durant plus de 250 jours un réchauffement très anormal et sans précédent connu.
D'autres vagues de chaleur ont été mesurées, à plusieurs reprises, dans la zone chaude du Pacifique-Ouest, y compris sur la grande barrière de corail en 1998, 2002 et 2016, au moins en partie responsable du phénomène de blanchissement des coraux.
Selon une étude réalisée par des chercheurs de la Marine Biological Association au Royaume-Uni et de l’Institut océanique de l’université d'Australie-Occidentale parue le 4 mars 2019 dans la revue scientifique Nature Climate Change, le nombre de jours de canicule marine a augmenté de 54 % entre les périodes 1925-1954 et 1987-2016. La fréquence des pics de chaleur a augmenté en moyenne de 34 % tandis que leur intensité s’est accrue de 17 %.

### Composante anthropique
Les études d'attribution probabiliste des événements climatiques sont de plus en plus prédictives et fiables.
Elles permettent de mieux calculer la part anthropique des anomalies climatiques, et de mieux annoncer les risques climatiques futurs au vu des émissions de carbone passées.
Avant 2018 quelques études seulement avaient tenté d'évaluer la part anthropique du phénomène. Elles ont conclu que toutes les vagues de chaleur marine récentes (sauf une) ont été aggravées par le réchauffement anthropique du climat et dans un cas (Alaska en 2016) le réchauffement des eaux de surface n'aurait pas même été possible hors du contexte du dérèglement climatique actuel.
Établir plus finement des responsabilités directes et indirectes pays par pays pour ce type d'évènement extrême nécessitera d'importantes recherches.

## Conséquences
Les océanographes mesurent la température de l'eau à diverses profondeurs depuis plus de deux siècles, et notamment ces dernières décennies selon un maillage de plus en plus complet de points fixes et via des missions océanographiques et des engins mobiles (gliders notamment).
Ils ont ainsi détecté et étudié depuis la fin du XXe siècle un nombre croissant d'« épisodes de chaleur extrême » dans l’océan, dont le plus médiatisé a été le « blob » d’eau chaude survenu dans le nord-est de l'océan Pacifique, qui a tué des loutres de mer (Enhydra lutris) en Alaska et des otaries (Otarie de Californie) en Californie, alors que l'épisode El Niño de 2015-2016 a lui ravagé des récifs coralliens dans le monde entier. Seule la zone antarctique stricto sensu semble encore relativement épargnée par ce phénomène.
Ces observations de températures extrêmes de l'eau de mer ont réorienté une partie de la recherche vers la question des effets du réchauffement marin en mer, qui pourrait combiner synergiquement ses effets à ceux de la pollution marine (acidification des océans, eutrophisation et de la surpêche notamment et localement exacerber des phénomènes d'efflorescence algale ou de développement d'espèces envahissantes). Il existe donc en mer un phénomène qui évoque les bulles de chaleur et canicules observés sur terre alerte Noah Diffenbaugh, climatologue à l'université Stanford en Californie, coauteur de l'étude publiée en 2018 par Nature, qui propose une « prospective mondiale sur ces questions régionales ».
L'énergie emmagasinée par l'océan sous forme de chaleur peut contribuer à modifier certains courants marins, à la stratification de couches d'eau, à un déficit en oxygénation de certaines couches d'eau (ce qui peut conduire à des zones marines mortes), à alimenter des ouragans et cyclones ou encore à aggraver certaines canicules (comme celle de 2003 en Europe).

### Conséquences prospectives
Tous les modèles disponibles concluent à une augmentation temporelle et spatiale de ces anomalies de température de l'eau de surface,, même si - à cause de l'inertie thermique de la mer - le réchauffement est selon ces modèles environ 1,5 fois plus important sur terre que sur l'océan, indépendamment du niveau de réchauffement de la planète. Ceci laisse penser que les vagues de chaleur seront plus marquées en termes de modifications de température sur les terres émergées que sur l'océan. Mais comme la température marine est plus étroitement distribuée (surtout en surface de la mer), une faible augmentation de la température de surface de l’océan causera toujours un risque de conséquences disproportionné par rapport aux surfaces émergées.
Si les températures moyennes mondiales atteignaient 3,5 °C au-dessus des niveaux préindustriels avant 2100 (ce qui est la tendance mesurée durant les deux premières décennies du XXe siècle, en dépit des promesses faites par la plupart des États de fortement réduire leurs contributions au réchauffement climatique) la fréquence des vagues de chaleur marines pourrait - selon les modèles disponibles - être multipliée par 41 (c'est-à-dire qu'un épisode qui n'arrivait qu'un jour par an aux niveaux préindustriels de réchauffement pourrait concerner une journée sur trois en 2100).
L'étude d'août 2018 cherche à distinguer les effets de court terme dans les tendances de réchauffement à long terme observées et modélisées pour les océans de la planète.
Selon Kris Karnauskas, océanographe au Cooperative Institute for Research in Environmental Sciences de l'université du Colorado, ces vagues de chaleur marines pourraient résulter de « fluctuations de température naturelles amplifiées par le réchauffement anthropique de l'océan » et/ou « être un signal que le réchauffement climatique modifie le fonctionnement de l'océan - altérant ainsi la probabilité et l'intensité des événements de réchauffement marin ».
Dans les années 2010-2020, Thomas Frölicher et ses collègues développent des modèles susceptibles de prévoir les tendances mondiale et locales en termes de « vagues de chaleur marines » et d'anticiper leurs impacts écologiques locaux et régionaux. Par ailleurs une modélisation géographiquement plus globale des effets du réchauffement des mers sur la biodiversité océanique a été publiée début 2019. Ses résultats coïncident avec les faits et effets réellement observés (mesurés) in situ (notamment pour ce qui concerne l'évolution de la composition en espèces). La température se montre être le paramètre le plus prédictif des changements climatiques influant sur la biodiversité. Les changements de cette biodiversité devraient être les plus manifestes, rapides et intenses aux latitudes moyennes, ainsi qu'autour du pôle nord, avec des glissements d’espèces vers le nord (dans l’hémisphère nord) mais qui ne compenseront pas la tendance à l'extinction des espèces, constatée à échelle planétaire depuis l'anthropocène.
En 2015 des chercheurs avaient déjà alerté quant à la gravité des effets d'une forte augmentation des températures (réorganisation de la biodiversité marine sur de larges régions du monde), et d'autres à propos du cas particulier de mers déjà plus salées ou au contraire moins salées comme la Baltique. Or, malgré les promesses faites à l'occasion de l'accord de Paris sur le climat pour tenter de rester sous les + 1,5 °C en 2100, les émissions anthropiques de gaz à effet de serre ont continué à croître.

### Conséquences biogéochimiques et écologiques
Selon l'étude publiée par la revue Nature en 2018 « les récentes vagues de chaleur marine ont eu des effets dévastateurs sur les écosystèmes marins » et leurs effets à moyen et long termes restent difficiles à prévoir ; « Des progrès substantiels dans la compréhension des changements passés et futurs des vagues de chaleur marine et de leurs risques pour les écosystèmes marins sont nécessaires pour prévoir l'évolution future des systèmes marins et des biens et services (services écosystémiques notamment) qu'ils fournissent » ; certains de ces impacts seront « irréversibles ».
De nombreux organismes marins fixés ou peu mobiles y sont très vulnérables et certaines des vagues de chaleur marine observées récemment ont démontré leur grande vulnérabilité, ainsi que secondairement celle des services écosystémiques auxquels ils participent. Parmi les effets déjà identifiés figurent :
- les déplacements de communautés d'espèces, des disparitions d'espèces ou des changements de composition de ces communautés d'espèces[31] ;
- certains échouages massifs de mammifères marins[31] ;
- des mortalités massives d'espèces particulières[31];
- des modifications de niches écologiques ; ainsi les vagues de chaleur marines qui ont touché en 2011 en l'Australie occidentale et celles du Pacifique Nord-est en 2013-2015 (qui sont deux de celles les mieux étudiés avant 2018) ont contribué à réduire l'abondance des herbiers d'algues formant des habitats précieux pour de nombreuses espèces, en laissant un changement ultérieur de la structure communautaire, ainsi qu'un déplacement vers le sud des communautés antérieures de poissons tropicaux[32]. Dans le nord-est du Pacifique les otaries, baleines et certains oiseaux de mer sont morts en quantité anormale alors que la productivité primaire océanique avait été très basse et qu'une augmentation du nombre d'espèces de copépodes d'eaux chaudes était observée dans les eaux de la Californienne du nord, avec une recompositions des communautés planctoniques[33].

Lors de l'El Niño 2015/16 qui a causé le 3e événement de blanchiment de corail le plus important de histoire (observé sur plus de 90 % des récifs recensés sur la Grande Barrière de corail).

### Conséquences socioéconomiques
Si certains espèrent dans l'avenir pouvoir développer le tourisme ou d'autres activités lucratives dans des zones littorales ou marines aujourd'hui trop fraiches, plusieurs effets socioéconomiques délétères pourraient en termes de bilan l'emporter. Selon les données disponibles, sont à craindre :
- une aggravation coûteuse économiquement et sanitairement des effets de certaines pollutions ;
- des problèmes croissants pour le refroidissement des centrales nucléaires situées sur les littoraux (et les eaux continentales se réchauffent aussi) ;
- un risque d'augmentation importante de zones marines mortes ;
- des pullulations accrues de plancton, d'algues et de parasites, micro-organismes et virus pathogènes pour la faune marine et/ou pour l'Homme ;
- une modification des migrations et populations et espèces des poissons et d'oiseaux marins, avec conséquences à prendre en compte pour la gestion des pêcheries[34] et la chasse ; Ainsi la bulle de chaleur marine de 2012 survenue dans l'Atlantique Nord-Ouest, a imposé aux pêcheurs de modifier leurs pratiques de pêche et modes de récolte, avec un effondrement de leurs bénéfices et secondairement une aggravation du mal-être des pêcheurs et une intensification de certaines tensions économiques et politiques entre nations[19].

De l'autre côté de l'Amérique du nord, le blob du le nord-est du Pacifique a même entraîné la fermeture de pêcheries commerciales et récréatives, avec des pertes de plusieurs millions de dollars pour l'industrie de la pêche.
- une aggravation des conditions météo sur certaines parties de l'océan et des terres émergées notamment durant les semaines ou mois que dure chaque épisode. On a ainsi montré que des températures océaniques de surface anormalement hautes dans le nord-est du Pacifique avaient augmenté la probabilité d'occurrence de trois hivers secs consécutifs en Californie pour la période 2011-2014[35] (et donc les risques de feux de forêt).
- un bouleversement des écosystèmes à grande échelle[2].

## Dans le passé (paléoclimats)
Pour prévoir le futur, il est utile de comprendre et connaitre le passé.
La paléoclimatologie s'intéresse aux vagues de chaleur marines mais sur la base d'indices et de données sur les occurrences et intensité passées plus difficiles à obtenir que dans le présent, d'autant que la compréhension mécanistique des processus associés est encore incomplète.
Pour l'histoire contemporaine, plusieurs études dites à « haute-résolution » ont porté sur le phénomène durant la trentaine d'années ayant précédé 2015. Ces travaux montrent que l'occurrence des vagues de chaleur marines augmente près des côtes dans les océans.
Concernant le blanchissement des coraux associé, une étude récente (2018) a montré que l'intervalle moyen de temps séparant les épisodes de blanchissement a été divisé par deux lors des dernières 25 années.